# Lophiosphaera ulicis
Lophiosphaera ulicis är en svampart som först beskrevs av Narcisse Theophile Patouillard, och fick sitt nu gällande namn av E. Müll. 1962. Lophiosphaera ulicis ingår i släktet Lophiosphaera och familjen Lophiostomataceae.   Inga underarter finns listade i Catalogue of Life.